# Castiglione Tinella
Castiglione Tinella es una localidad y comune italiana de la provincia de Cuneo, región de Piamonte, con 842 habitantes.

## Evolución demográfica
| Gráfica de evolución demográfica de Castiglione Tinella entre 1861 y 2001 |
|                                                                           |
| Fuente ISTAT - elaboración gráfica de Wikipedia                           |